# ANBO IV
L'ANBO IV est un avion militaire de l'entre-deux-guerres, conçu en Lituanie en 1932 par Antanas Gustaitis et fabriqué par la Karo Aviacijos Tiekimo Skyrius.

## Conception
La version améliorée était désignée ANBO 41.

### Magazines
: document utilisé comme source pour la rédaction de cet article.
- Malcom Passingham et Jean Noel, « L'industrie aéronautique lituanienne. Les inconnus de la Baltique », Le Fana de l'aviation, no 271,‎ juin 1992, p. 16–24.